# José Claudio Williman
José Claudio Williman Ramírez, más conocido como José Claudio Williman (hijo) (Montevideo, 5 de enero de 1925 - Ib., 7 de agosto de 2006) fue un abogado, historiador, docente y político uruguayo. 

## Biografía
Fue hijo del profesor de física José Claudio Williman Martínez y nieto del presidente de Uruguay Claudio Williman. Su madre fue María Isolina Ramírez Eastman, hija de José Pedro Ramírez Chain.

## Actividad académica y docente
En sus años universitarios fue Secretario General del Centro de Estudiantes de Derecho (1950) y en 1951 Secretario General de la Federación de Estudiantes Universitarios del Uruguay, (FEUU).
Además del grado de Doctor en Leyes  de la Universidad de la República (UdelaR), fue egresado de la ex Sección Agregaturas de Enseñanza Secundaria. 
Docente de larga trayectoria, fue profesor fundador del Instituto de Profesores Artigas (IPA); profesor de Economía Política en las Facultades de Derecho y Arquitectura, de Economía Agraria en la Facultad de Agronomía. Mantuvo su actividad docente hasta su fallecimiento, a los 81 años.
Fue el primer decano de la Facultad de Ciencias Sociales de la Universidad de la República entre 1991 y 1994. También fue decano suplente en la Facultad de Arquitectura en 1990. Ocupó la Vicepresidencia del CODICEN entre 1995 y 2000.
Fue Rector del Instituto Universitario de la Asociación Cristiana de Jóvenes (IUACJ), desde su fundación en 1999.

## Actividad política
Tuvo activa participación durante su juventud en la Liga Federal de Acción Ruralista en 1953 junto a otros jóvenes nacionalistas como Alberto Methol Ferré y Washington Reyes Abadie.
A inicios de la década de 1960, junto con varios dirigentes ruralistas se integra a la Unión Popular fundada por Enrique Erro.
Desde 1971, se destacó por su militancia en el Partido Nacional, junto a Wilson Ferreira Aldunate en el Movimiento Por la Patria. Durante la legislatura de 1985-1990, ocupó un escaño como suplente en el Senado.
Integró junto al obispo Nicolás Cotugno, al sacerdote jesuita defensor de los Derechos Humanos Luis Pérez Aguirre, a los abogados Carlos Ramela Regules (asesor presidencial) y Gonzalo Fernández (asesor de Tabaré Vázquez) y al histórico dirigente sindical José D'Elía, la Comisión para la Paz, designada en agosto de 2000 por el entonces presidente Jorge Batlle para esclarecer el destino de los desaparecidos por la dictadura militar (1973-1985).

## Obras
- Williman, José Claudio. Historia económica del Uruguay (1811-1900). Colección Testimonios. Montevideo: Ediciones de la Plaza, 1984
- Williman, José Claudio. Santos. La consolidadcion del Estado. Montevideo: Editorial Banda Oriental, 1979
- Williman, José Claudio. La Banda Oriental en la lucha de los imperios (1503-1811) Montevideo: Editorial Banda Oriental, 1975 -en colaboración con C. Panizza Pons
- Williman, José Claudio. La Economía del Uruguay en el siglo XIX Montevideo: Nuestra Tierra No.32, 1969 - en colaboración de W. Reyes Abadie